# De Visser (Leeuwarden)
De Visser of De Fisker is een verdwenen zaagmolen in de stad Leeuwarden in de Nederlandse provincie Friesland.

## Geschiedenis
De houtzaagmolen De Fisker werd genoemd naar de familie Visser die in de 19e eeuw in de molen woonde. De molen stond aan de Dokkumer Ee op de plaats die met Houtpolle werd aangeduid. De molen werd in 1910 onttakeld. Op 16 januari 1964 werd de molen van de firma Timmermans & Zn. door brand verwoest.